# Joëlle Proust
 (février 2018).
Pour les articles homonymes, voir Proust (homonymie).
Joëlle Proust (née en 1947) est une philosophe et directrice de recherche émérite au CNRS. Elle est membre de l'Institut Jean-Nicod et, depuis 2018, du Conseil scientifique de l'Éducation nationale.

## Biographie
Après des études de philosophie et de psychologie à l’université de Provence, elle est agrégée de philosophie (1969), puis entame une carrière d'enseignante dans l'enseignement secondaire, d'abord comme professeure de philosophie au lycée Montgrand de Marseille, de 1969 à 1971, puis professeure de philosophie et de psychopédagogie au lycée Saint-Exupéry de Marseille, de 1971 à 1972.
Elle est ensuite assistante de psychologie à l'université d'Alger, de 1974 à 1976. Elle est recrutée à l'automne 1976 comme attachée de recherche du CNRS au Laboratoire d'épistémologie comparative de l'université de Provence. Elle a pour mission de clarifier les mutations du concept de proposition analytique par l'analyse textuelle des œuvres de Kant, Bolzano, Frege et Carnap. Elle soutient en 1985 une thèse d'État intitulée Analyticité et logique de Kant à Carnap à l'université de Provence. Ce travail sera récompensé par la médaille de bronze du CNRS. La traduction anglaise de l'ouvrage (Questions of Form, Minnesota Press) reçoit le prix de l'Association internationale d'histoire et de philosophie des sciences HOPOS[réf. nécessaire].
Elle rejoint en 1989 le CREA puis rejoint l'Institut Jean-Nicod en 2000 et depuis lors consacre l’essentiel de son activité à la philosophie de l’esprit. Dans Comment l’Esprit vient aux bêtes (1997), elle étudie la nature des capacités perceptives qui doivent être présentes chez un organisme capable de se représenter des états du monde indépendants de ses propres états. Dans Les animaux pensent-ils ?, elle s’intéresse aux différentes formes de communication et de cognition sociale chez l’animal non-humain. Entre 1990 et 1997, elle collabore  avec le psychiatre  Henri Grivois et le neuroscientifique Marc Jeannerod à plusieurs projets scientifiques interdisciplinaires portant sur les perturbations de la conscience d’agir dans la schizophrénie, et sur leur retentissement sur la conscience de soi.  La Nature de la Volonté  s’appuie sur des travaux de neuroscience, de psychopathologie cognitive et de robotique pour proposer une analyse naturaliste de la volonté, de la subjectivité et l'identité. 
Depuis 2005, l'essentiel de ses travaux est consacré à la métacognition, c'est-à-dire aux aptitudes liées au contrôle et au suivi de sa propre activité cognitive, qu'il s'agisse de perception, de mémoire, de raisonnement ou de résolution de problème. Après avoir dirigé un projet international ESF-Eurocore sur la phylogénèse et l’ontogénèse de la métacognition (2006-2009), elle obtient une bourse du Conseil européen de la recherche grâce à laquelle elle mène un travail interdisciplinaire sur la sensibilité aux normes épistémiques chez l’enfant et l’adulte (projet DIVIDNORM). Le projet vise à élucider l’influence de la culture sur l’existence et la résolution des conflits entre normes épistémiques, telles que vérité vs consensus. Cette équipe réalise des travaux concernant les différences de développement métacognitif entre les jeunes enfants de plusieurs pays.  Un ouvrage collectif intitulé Metacognitive Diversity: an interdisciplinary approach, rassemble des études anthropologiques, psychologiques et neuroscientifiques.
Elle anime depuis février 2018 le groupe de travail « Métacognition et confiance en soi » du Conseil Scientifique de l’Education Nationale, présidé par Stanislas Dehaene. La collaboration interdisciplinaire menée dans le groupe entre théoriciens de la métacognition, de la pédagogie et les  vidéastes professionnels du réseau Canopé a permis la réalisation d’une web-série destinée aux formateurs. Elle porte notamment sur les gestes professionnels favorisant la motivation des élèves, le type de feedback propice à l’apprentissage et l’évaluation de la compréhension.  Son dernier ouvrage, Penser vite ou penser bien ? propose de nouvelles pistes pour éduquer ses propres sentiments métacognitifs (le sentiment de savoir, de comprendre), donner à ses enfants l'envie d'apprendre, permettre aux agents collectifs de parvenir aux décisions les plus informées, et  expliquer la séduction de la post-vérité.  
Elle a participé à la création de la SOPHA, Société de philosophie analytique, qu’elle préside de 2000 à 2003, de HOPOS, The International Society for the History of Philosophy of Science, de l’ESAP (Société européenne de philosophie analytique) et  de l'EuroSPP. Elle a également participé à la rédaction de la Charte sur l'expérimentation animale à titre de membre du Comité national d'éthique sur l'expérimentation animale.

## Prix et distinctions
- 1987 : médaille de bronze du CNRS pour son ouvrage Questions de forme[9].
- 2009 : membre du Comité national d'éthique sur l'expérimentation animale[10].
- 2011 : Bourse Senior du Conseil Européen de la Recherche (projet DIVIDNORM[11].
- 2016 : membre de l'Académie internationale de philosophie des sciences[12].
- 2018 : membre du Conseil scientifique de l'Éducation nationale[13].

## Publications
- Questions de forme. Logique et proposition analytique de Kant à Carnap, Fayard, 1987[14].
- Épistémologie et Cognition, D. Andler, P. Jacob, J. Proust, F. Récanati et D. Sperber (dir.), Mardaga, 1992[15].
- La connaissance philosophique. Essais sur la philosophie de Gilles-Gaston Granger, J. Proust et É. Schwartz (dir.), PUF, 1995  (ISBN 2 13 046462 9).
- Comment l’esprit vient aux bêtes, Essai sur la représentation, Gallimard, 1997.
- Perception et intermodalité. Approches actuelles de la question de Molyneux. Presses Universitaires de France, 1997.
- Subjectivité et conscience d’agir : approches clinique et cognitive de la psychose, H. Grivois et J. Proust (dir.), Presses universitaires de France, 1998.
- Simulation and knowledge of action, J. Dokic et J. Proust (dir.), Benjamins, 2002.
- Vocabulaire des Sciences Cognitives, O. Houdé, D. Kayser, O. König, J Proust, et F. Rastier (dir.), Paris, PUF, 1998 (édition révisée Quadrige), 2003.
- Les animaux pensent-ils ? (Bayard, 2003, 2e édition: 2010)
- La philosophie cognitive, Pacherie, E. et Proust, J. (dir.), coll. Cogniprisme, Ophrys, 2004.
- La Nature de la volonté, Éditions Gallimard, Paris, 2005  (ISBN 2-07042-440-5) [16].
- Philosophy of Metacognition: mental agency and self-awareness, Oxford University Press, 2013[17].
- Foundations of Metacognition, M. Beran , J. Brandl, J. Perner, & J. Proust (dir.), Oxford University Press, 2012.
- Metacognitive Diversity: Interdisciplinary approaches. J.Proust et M. Fortier (dir.), Oxford University Press, 2018.
- Penser vite ou penser bien ?  Ed. Odile Jacob, 2021.